# 15 août 1985
Le jeudi 15 août 1985 est le 227e jour de l'année 1985.

## Naissances
- Emil Jönsson, fondeur suédois
- Emily Kinney, actrice américaine
- Julien Cazenave, joueur de rugby
- Lerato Chabangu, joueur de football sud-africain
- Milena Agudelo, athlète colombienne
- Natalia Zabolotnaya, haltérophile russe
- Nipsey Hussle (mort le 31 mars 2019), rappeur américain
- Omneya Abdel Kawy, joueuse de squash égyptienne
- Pierre van Klaveren, personnalité politique monégasque
- Santiago Stieben, acteur argentin
- Zineb Obeid, actrice marocaine

## Décès
- Henri-André Legrand (né le 10 février 1896), écrivain, scénariste, dialoguiste, producteur de cinéma français
- Joe Carveth (né le 21 mars 1918), hockeyeur sur glace canadien
- Lester Cole (né le 19 juin 1904), personnalité politique américaine

## Événements
- Découverte des astéroïdes (13920) Montecorvino, (3752) Camillo et (4598) Coradini
- Sortie de l'album Sacred Heart du groupe Dio